# Кочкин (Понежукайское сельское поселение)
Кочкин — хутор в Теучежском муниципальном районе Республики Адыгея России.
Входит в состав Понежукайского сельского поселения. На 2020 год в Кочкино, согласно КЛАДР, 2 улицы: дорога подъезд к х. Кочкин и ул. Красная.
Хутор Кочкин расположен в 4,5 километрах на юг от центра поселения и районного центра — аула Понежукай, на берегу реки Апчас, высота центра селения над уровнем моря — 58 м. Связан с районным центром дорогой местного значения.
Считается, что хутор Кочкин (Кочкино) — первоначальное местоположение аула Понежукай.

## Население
| 2010 | 2013 | 2014 | 2015 | 2016 | 2017 | 2018 |
| ---- | ---- | ---- | ---- | ---- | ---- | ---- |
| 0    | →0   | →0   | →0   | →0   | →0   | →0   |
| 2019 | 2020 | 2021 | 2023 | 2024 |      |      |
| →0   | →0   | →0   | →0   | →0   |      |      |